# Emma Fogelqvist
Emma Fogelqvist, född 17 december 1991, är en fotbollsspelare från Sverige (försvarare). Hon spelar i KIF Örebro DFF sedan säsongen 2008, där både hon och hennes tvillingsyster Sara under hösten gjorde sin allsvenska debut.